# بلوچ، کشمیر آزاد
بلوچ (به انگلیسی: Balouch) یک منطقهٔ مسکونی در پاکستان است که در کشمیر آزاد واقع شده‌است. بلوچ ۱٬۵۶۹ متر بالاتر از سطح دریا واقع شده‌است.